# Summáját írom
A Summáját írom Tinódi Lantos Sebestyén Egri históriának summája című énekes-verses krónikájának első két szava. 1553-ban szerezte a művet. A dallam Zsasskovszky Ferenc átiratában maradt fenn.
Feldolgozás:
| Szerző          | Mire              | Mű                     |
| --------------- | ----------------- | ---------------------- |
| Farkas Ferenc   | ének, zongora     | Pianoforte III. 3. dal |
| Szőnyi Erzsébet | gyermek oratórium | Tinódi egri summája    |

## Kotta és dallam
| Az tömlöc-bástyánál Dobó vala, Ott ő apródját ellőtték vala, Ő keze, lába sebesült vala, Ott asszonynépek vitézködnek vala.    | Lám, sok köveket vártákra hordnak, Nagy bátor szívvel ők hajigálnak, Arany zászlóját Ali basának Hősök bényerék, igen vigadának. | Kárt a törökök nagyot vallának, Az ó-kapura is ostromlának, Mecskeivel ott mind készen vannak, Kik miatt kévül sokan elhullának. | Ám szégyenükre eltágulának, Dobjok fakadva elbúsulának, Sok főnépeket ők siratának, Magyar vitézek nagy hálát adának. |
| Nagy históriát az,kiszörözte, Ez summáját es azon jegyzötte, Nevét versfőben megjölöntette, Ezerhatodfélszázháromba szöröztte. | | | |

## Felvételek
- Tinódi Lantos Sebestyén:  Egri históriának summája. Benkő Dániel  YouTube (2008. január 24.)  (Hozzáférés: 2016. július 27.) (videó)
- Tinódi Lantos Sebestyén:  Summáját írom... Kobzos Kiss Tamás  YouTube (2016. január 2.)  (Hozzáférés: 2016. szeptember 17.) (videó)